# Der Vater meiner besten Freundin
Der Vater meiner besten Freundin (Originaltitel: Un moment d’égarement) ist ein französischer Film von Jean-François Richet aus dem Jahr 2015.
Der deutsche Kinostart war am 24. September 2015. Am 26. Februar 2016 erschien der Film schließlich in Deutschland auf DVD und auch auf Blu-Ray.

## Handlung

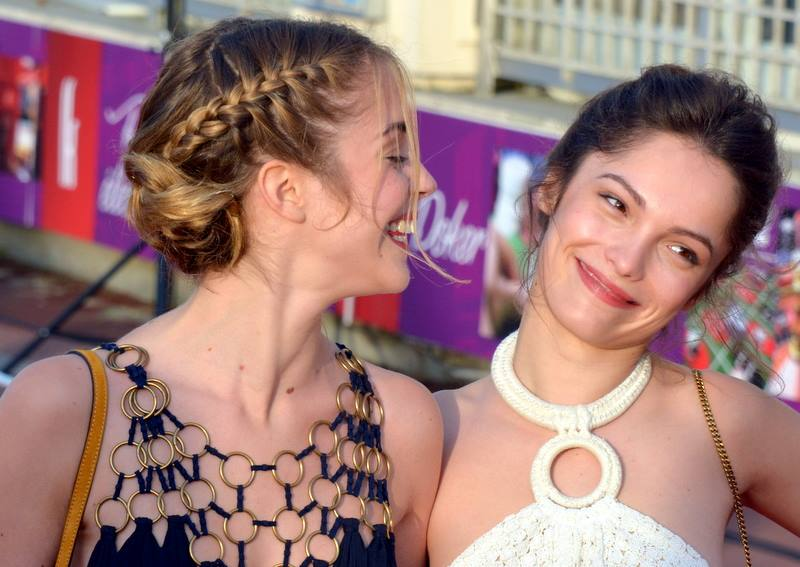
Die Schauspielerinnen Alice Isaaz und Lola Le Lann bei der Erstaufführung des Films auf dem Film Festival Cabourg 2015.

Die zwei Freunde Antoine und Laurent machen zusammen mit ihren Töchtern Marie und Louna Urlaub in Antoines Elternhaus auf der Insel Korsika. Laurent ist von seiner Frau bereits getrennt, und Antoine, in temporärer Trennung, scheint seine Frau durch Kontrollanrufe nur zu nerven. Ihre beiden pubertierenden Töchter im Alter von 17 und 18 Jahren machen zwar das Tagesprogramm der Väter mit, haben aber gerade am Abend eine andere Vorstellung von Urlaub und wollen zu Partys. Während Laurent hinsichtlich seiner Entscheidungen, was er seiner Tochter Marie erlaubt, eine eher lockere Einstellung hat, ist Antoine strenger.
Nachdem Laurent von seinem Freund Antoine eines Flirts wegen zum Aufpasser auf einem Rave bestimmt wird, zeigt sich, dass Louna sich offensichtlich in ihn verliebt hat. Am Strand verführt sie den angetrunkenen Laurent, den Vater ihrer besten Freundin. Während er am nächsten Morgen den Ausrutscher am liebsten vergessen möchte, verrennt sich Louna in die Idee, ihn zu lieben. Antoine ist von der Idee, dass Wildschweine seinen Garten verwüsten, besessen und gerät zudem in Rage, als Louna in einer anonymen Beichte offenbart, einen älteren Freund zu haben. Das macht es für Laurent nicht leichter, und er ist lange nicht in der Lage, Antoine die Geschichte zu beichten.

## Vorangehende Verfilmungen
Es handelt sich um eine Neuverfilmung des im französischen Originaltitel gleichnamigen Filmes Un moment d’égarement von Claude Berri aus dem Jahr 1977, der in Deutschland unter Aller Anfang macht Spaß oder Ein Moment der Verwirrung lief. Der Stoff wurde in den USA bereits 1984 unter dem Titel Schuld daran ist Rio neuverfilmt.

## Kritik
Der Filmdienst urteilt: „Das Remake […] kann der Vorlage weder atmosphärisch noch inhaltlich das Wasser reichen. Die Inszenierung der reichlich abgestandenen Männerfantasie verfolgt keine originären Ideen; die Figuren sind unterkomplex, die glatte, farbengrelle Ästhetik erinnert an flache Fernsehbilder und selbst als Buddy Movie wirkt der harmlose Film ziemlich schlaff.“ Cinema befand: „Dass aus der Liaison dangereuse ein unverkrampfter Spaß wird, liegt an den Stars: Der manische Antoine, der außer dem unbekannten Verführer auch ein impertinentes Wildschwein jagt, ist eine Paraderolle für den ziemlich besten Freund François Cluzet. Und wie Vincent Cassel sich windet, damit Laurents Fehltritt nicht auffliegt, ist amüsant, aber nie albern. Denn das eigentliche Thema ist Vertrauen – und wie viel Ehrlichkeit eine Freundschaft verkraftet.“